# Claes Bang
Claes Kasper Bang (ur. 28 kwietnia 1967 w Odense) – duński aktor filmowy, teatralny i telewizyjny. W 1996 ukończył Duńską Państwową Akademię Teatralną. Przełomowym punktem w jego karierze była rola kuratora muzeum sztuki współczesnej w szwedzkim filmie Rubena Östlunda The Square (2017). Bang otrzymał za nią Europejską Nagrodę Filmową dla najlepszego aktora.

## Filmografia

### Filmy
- 1998: On Our Own jako policjant
- 1999: Fast Lane jako Jesper
- 2001: Now Look at Me (film krótkometrażowy) jako młody fotograf
- 2003: Zasada nr 1 jako John T
- 2005: Far til fire gi'r aldrig op jako nauczyciel gimnastyki
- 2009: Bastarden (film krótkometrażowy) jako Benjamin
- 2012: Lærkevej – til døden os skiller jako Per
- 2017: The Square jako Christian
- 2019: Obraz pożądania (The Burnt Orange Heresy) jako James Figueras
- 2020: Zatoka zaginionych (The Bay of Silence) jako Will
- 2021: Skazani na siebie (Locked Down) jako Essien
- 2022: Wiking (The Northman) jako Fjölnir

### Seriale TV
- 2010: Rząd jako Tore Gudme
- 2013: Dicte jako Arne Bay
- 2013: Most nad Sundem jako Claudio
- 2019: The Affair jako Sasha Mann
- 2020: Dracula jako Dracula